# Giorgio Zanin
Giorgio Zanin (San Vito al Tagliamento, 17 aprile 1964) è un politico italiano del Partito Democratico.

## Biografia
Nato il 17 aprile 1964, è laureato in lettere e filosofia. Vive con moglie e figlia nel suo paese natale: San Vito al Tagliamento, in provincia di Pordenone. Di professione è insegnante di lettere alla scuola secondaria inferiore.
È impegnato nel sociale, prima con l'Agesci, poi come dirigente delle Acli.
Nel 2009, dopo aver vinto le primarie del Partito Democratico, è stato candidato presidente della provincia di Pordenone, risultando sconfitto, e poi è capogruppo PD in consiglio.
È stato membro dell'assemblea regionale e nazionale del PD e coordinatore degli EcoDem della provincia di Pordenone.
A fine 2012 ha vinto le “parlamentarie” del PD a Pordenone. È stato quindi eletto deputato in Friuli Venezia Giulia alle elezioni politiche del febbraio 2013, per la XVII legislatura, nella quale è stato componente della XIII commissione Agricoltura e della Commissione Bicamerale per l'Infanzia e la Gioventù.
Presentatosi anche alle elezioni politiche del 2018, non è stato rieletto.

## Pubblicazioni
- Berretta Rossa, Nuova Fiordaliso, 2000
- La post@ sul banco, Campanotto, 2002
- Servizio in camera, Sonzogno, 2017.